# オールナイトニッポン55周年記念 オールナイトニッポン55時間スペシャル
オールナイトニッポン55周年記念 オールナイトニッポン55時間スペシャル（オールナイトニッポン55しゅうねんきねん オールナイトニッポン55じかんスペシャル）は、『オールナイトニッポン』放送開始55周年を記念して、ニッポン放送が2023年2月17日から2月20日（19日深夜）までして55時間放送したラジオの大型特別番組である。

## 概要
2022年10月にオールナイトニッポンが放送開始55周年を迎えたことを記念し、オールナイトニッポン55年の歴代パーソナリティから40組が出演した。
社長の檜原麻希は2022年9月14日の定例会見で、「高校2年生の時にニッポン放送に放送原稿を送ってきて、そこからニッポン放送で作家デビューされた。その縁で今回のキャスティングになった」と、秋元康がエグゼクティブ・プロデューサーを務めることを発表した。
2023年1月23日にパーソナリティ36組と放送時間を発表した。1月30日にウッチャンナンチャン、2月1日に中居正広、55時間の全タイムテーブル、2月10日に小林克也と吉田拓郎、2月14日に伊集院光、それぞれを追加発表した。
2023年2月17日8時から都内5か所で、産経新聞『オールナイトニッポン55時間スペシャル』特別号外を配布した。
一部時間帯は『オールナイトニッポン』レギュラー番組のパーソナリティが担当し、単発特別番組としてメールアドレスやTwitterのハッシュタグは通常と異なるものを用いる。『X』『0（ZERO）』『GOLD』『サタデースペシャル』も副題を外して『○○のオールナイトニッポン』に統一した。
ジングルは、各パーソナリティが担当した時代の共通のものと55周年記念のものを併用した。
放送中の55時間は、radikoの関東1都6県聴取率は平均で41.3パーセント (％)、1都6県エリアの16放送局で首位となり、放送した29番組は全て、1都6県エリア内で放送時間帯平均シェアで首位となった。SNSは各番組のハッシュタグワードや番組関連ワードがトレンド欄にランクインした。
2023年2月13日から2月19日のビデオリサーチ首都圏ラジオ聴取率調査で、ニッポン放送は12歳から69歳の男女別、週平均、平日平均、土曜日で、いずれも首位、2022年8月から4期連続の首位となり、『オールナイトニッポン55時間スペシャル』の高聴取率は、ニッポン放送の2022年度首都圏ラジオ聴取率調査年間首位に貢献した。

## 放送時間とネット局
放送：2023年2月17日 18:00 - 2月20日 1:00（19日深夜）
ネット局：ニッポン放送のサービスエリアである関東地方のみ放送し、松任谷由実、霜降り明星、三四郎、松山千春、SixTONES、オードリー、電気グルーヴの担当番組は当該時間帯の通常番組に準じてネット局も放送した。2月19日23時から20日1時まで『福山雅治のオールナイトニッポン55時間スペシャル 魂のラジオ』は、福山雅治の出身地の長崎放送と中継局のNBCラジオ佐賀も放送した。
放送時間数が最も長い地域は、山口県と長崎県と北海道はSTVラジオと北海道放送の合計で、2日間で13時間30分、短い地域は兵庫県がラジオ関西のみで4時間である。
各番組はおよそ2時間、朝から夕方の時間帯は1時間56分、EXITと中居正広とSixTONESは通常通り60分と30分と90分、夜帯は2時間、毎に区切り、前番組が終了してから正時の時報までの4分間にニッポン放送ニュース・交通情報・天気予報を組み、交通情報のBGMも『BITTERSWEET SAMBA』を用いる。18日と19日の11時前に「コラボレートニッポン55」を放送した。
| 放送対象地域   | 放送局              | 系列      | 放送時間                                                                     | 放送時間                                                        | 放送時間            |
| -------------- | ------------------- | --------- | ---------------------------------------------------------------------------- | --------------------------------------------------------------- | ------------------- |
| 北海道         | STVラジオ           | NRN       | 2月17日 22:00 - 24:00・25:00 - 29:00・18日 19:00 - 21:00・ 25:00 - 29:00     | 17日 6時間（360分） 18日 6時間（360分）                         | 13時間30分（810分） |
| 北海道         | 北海道放送          | NRN / JRN | 2月18日 23:30 - 25:00                                                        | 18日 1時間30分（90分）                                          | 13時間30分（810分） |
| 青森県         | 青森放送            | NRN / JRN | 2月17日 22:00 - 24:00・25:00 - 29:00・18日 23:30 - 27:00                     | 17日 6時間（360分） 18日 3時間30分（210分）                     | 9時間30分（570分）  |
| 岩手県         | IBC岩手放送         | NRN / JRN | 2月17日 23:00 - 24:00・25:00 - 29:00・18日 23:30 - 28:00                     | 17日 5時間（300分） 18日 4時間30分（270分）                     | 9時間30分（570分）  |
| 宮城県         | 東北放送            | NRN / JRN | 2月17日 25:00 - 28:59・18日 23:30 - 27:00                                    | 17日 3時間59分（239分） 18日 3時間30分（210分）                 | 7時間29分（449分）  |
| 秋田県         | 秋田放送            | NRN / JRN | 2月17日 25:00 - 29:00・18日 23:30 - 27:00                                    | 17日 4時間（240分） 18日 3時間30分（210分）                     | 7時間30分（450分）  |
| 山形県         | 山形放送            | NRN / JRN | 2月17日 22:00 - 24:00・25:00 - 27:00・18日 19:00 - 21:00・ 23:30 - 28:00     | 17日 4時間（240分） 18日 6時間30分（390分）                     | 10時間30分（630分） |
| 福島県         | ラジオ福島          | NRN / JRN | 2月17日 25:00 - 29:00・18日 23:30 - 29:00                                    | 17日 4時間（240分） 18日 5時間30分（330分）                     | 9時間30分（570分）  |
| 茨城県         | 茨城放送            | NRN       | 2月17日 25:00 - 29:00・18日 23:30 - 29:00                                    | 17日 4時間（240分） 18日 5時間30分（330分）                     | 9時間30分（570分）  |
| 栃木県         | 栃木放送            | NRN       | 2月17日 25:00 - 29:00・18日 25:00 - 29:00                                    | 17日 4時間（240分） 18日 4時間（240分）                         | 8時間（480分）      |
| 新潟県         | 新潟放送            | NRN / JRN | 2月17日 25:00 - 29:00・18日 23:30 - 27:00                                    | 17日 4時間（240分） 18日 3時間30分（210分）                     | 7時間30分（450分）  |
| 富山県         | 北日本放送          | NRN / JRN | 2月17日 25:00 - 29:00・18日 23:30 - 27:00                                    | 17日 4時間（240分） 18日 3時間30分（210分）                     | 7時間30分（450分）  |
| 石川県         | 北陸放送            | NRN / JRN | 2月17日 25:00 - 28:59・18日 23:30 - 28:58                                    | 17日 3時間59分（239分） 18日 5時間28分（328分）                 | 9時間27分（567分）  |
| 福井県         | 福井放送            | NRN / JRN | 2月17日 22:00 - 24:00 ・25:00 - 29:00・18日 23:30 - 29:00                    | 17日 6時間（360分） 18日 5時間30分（330分）                     | 11時間30分（690分） |
| 山梨県         | 山梨放送            | NRN / JRN | 2月17日 25:00 - 29:00・18日 23:30 - 27:00                                    | 17日 4時間（240分） 18日 3時間30分（210分）                     | 7時間30分（450分）  |
| 長野県         | 信越放送            | NRN / JRN | 2月17日 22:00 - 24:00・ 25:00 - 29:00・18日 23:30 - 27:00                    | 17日 6時間（360分） 18日 3時間30分（210分）                     | 9時間30分（570分）  |
| 静岡県         | 静岡放送            | NRN / JRN | 2月17日 25:00 - 29:00・18日19:00 - 21:00・ 23:30 - 29:00                     | 17日 4時間（240分） 18日 7時間30分（450分）                     | 11時間30分（690分） |
| 中京広域圏     | 東海ラジオ          | NRN       | 2月17日 22:00 - 24:00・27:00 - 28:30・18日 19:00 - 21:00・23:30 - 25:00      | 17日 3時間30分（210分） 18日 3時間30分（210分）                 | 11時間（660分）     |
| 中京広域圏     | CBCラジオ           | JRN       | 2月17日 25:00 - 27:00・18日 25:00 - 27:00                                    | 17日 2時間（120分） 18日 2時間（120分）                         | 11時間（660分）     |
| 京都府・滋賀県 | KBS京都 （KBS滋賀） | NRN       | 2月17日 25:00 - 29:00・18日19:00 - 21:00・23:30 - 29:00                      | 17日 4時間（240分） 18日 7時間30分（450分）                     | 11時間30分（690分） |
| 近畿広域圏     | ラジオ大阪          | NRN       | 2月17日 25:00 - 27:00・18日 25:00 - 27:00                                    | 17日 2時間（120分） 18日 2時間（120分）                         | 5時間30分（330分）  |
| 近畿広域圏     | 朝日放送ラジオ      | NRN / JRN | 2月18日 23:30 - 25:00                                                        | 18日 1時間30分（90分）                                          | 5時間30分（330分）  |
| 兵庫県         | ラジオ関西          | 独立局    | 2月17日 27:00 - 29:00・18日 27:00 - 29:00                                    | 17日 2時間（120分） 18日 2時間（120分）                         | 4時間（240分）      |
| 和歌山県       | 和歌山放送          | NRN / JRN | 2月17日 22:00 - 24:00・25:00 - 27:00・18日 23:30 ‐ 28:00                     | 17日 4時間（240分） 18日 4時間30分（270分）                     | 8時間30分（510分）  |
| 鳥取県・島根県 | 山陰放送            | NRN / JRN | 2月17日 25:00 - 29:00・18日 19:00 - 21:00・23:30 - 27:00                     | 17日 4時間（240分） 18日 5時間30分（330分）                     | 9時間30分（570分）  |
| 岡山県         | 山陽放送            | NRN / JRN | 2月17日 22:00 - 24:00・25:00 - 27:00・18日 23:30 - 27:00                     | 17日 4時間（240分） 18日 3時間30分（210分）                     | 7時間30分（450分）  |
| 広島県         | 中国放送            | NRN / JRN | 2月17日 25:00 - 27:00・18日 23:30 - 27:00                                    | 17日 2時間（120分） 18日 3時間30分（210分）                     | 5時間30分（330分）  |
| 山口県         | 山口放送            | NRN / JRN | 2月17日 22:00 - 24:00・25:00 - 29:00・18日 19:00 - 21:00・23:30 - 29:00      | 17日 6時間（360分） 18日 7時間30分（450分）                     | 13時間30分（810分） |
| 徳島県         | 四国放送            | NRN / JRN | 2月17日 25:00 - 27:00・18日 19:00 ‐ 21:00・23:30 - 29:00                     | 17日 2時間（120分） 18日 7時間30分（450分）                     | 9時間30分（570分）  |
| 香川県         | 西日本放送          | NRN / JRN | 2月17日 25:00 - 29:00 ・18日 23:30 - 29:00                                   | 17日 4時間（240分） 18日 5時間30分（330分）                     | 9時間30分（570分）  |
| 愛媛県         | 南海放送            | NRN / JRN | 2月17日 25:00 - 29:00 ・18日 23:30 - 29:00                                   | 17日 4時間（240分） 18日 5時間30分（330分）                     | 9時間30分（570分）  |
| 高知県         | 高知放送            | NRN / JRN | 2月17日 25:00 - 29:00 ・18日 23:30 - 29:00                                   | 17日 4時間（240分） 18日 5時間30分（330分）                     | 9時間30分（570分）  |
| 福岡県         | 九州朝日放送        | JRN       | 2月17日 22:00 - 24:00・25:00 - 29:00・18日 25:00 - 29:00                     | 17日 6時間（360分） 18日 4時間（240分）                         | 11時間30分（690分） |
| 福岡県         | RKB毎日放送         | NRN       | 2月18日 23:30 - 25:00                                                        | 18日 1時間30分（90分）                                          | 11時間30分（690分） |
| 長崎県・佐賀県 | 長崎放送            | NRN / JRN | 2月17日 22:00 - 24:00・25:00 - 29:00・18日 23:30 - 29:00・19日 23:00 - 25:00 | 17日 6時間（360分） 18日 5時間30分（330分） 19日 2時間（120分） | 13時間30分（810分） |
| 熊本県         | 熊本放送            | NRN / JRN | 2月17日 25:00 - 28:59・18日 23:30 - 27:00                                    | 17日 3時間59分（239分） 18日 3時間30分（210分）                 | 7時間29分（449分）  |
| 大分県         | 大分放送            | NRN / JRN | 2月17日 22:00 - 24:00・25:00 - 29:00・18日 23:30 - 29:00                     | 17日 6時間（360分） 18日 5時間30分（330分）                     | 11時間30分（690分） |
| 宮崎県         | 宮崎放送            | NRN / JRN | 2月17日 22:00 - 24:00・25:00 - 29:00・18日 23:30 - 29:00                     | 17日 6時間（360分） 18日 5時間30分（330分）                     | 11時間30分（690分） |
| 鹿児島県       | 南日本放送          | NRN / JRN | 2月17日 25:00 - 29:00・18日 23:30 - 29:00                                    | 17日 4時間（240分） 18日 5時間30分（330分）                     | 9時間30分（570分）  |
| 沖縄県         | ラジオ沖縄          | NRN       | 2月17日 25:00 - 29:00・18日 23:30 - 27:00                                    | 17日 4時間（240分） 18日 3時間30分（210分）                     | 7時間30分（450分）  |

## 出演者

### 担当パーソナリティ
（出典：）
- aiko
- 明石家さんま
- 秋元康
- EXIT
- 井口理 (King Gnu)
- 伊集院光
- イルカ
- 上柳昌彦
- ウッチャンナンチャン
- オードリー
- 垣花正[注 6]
- 亀渕昭信
- 久保史緒里（乃木坂46）[注 6]
- Creepy Nuts[注 7]
- くりぃむしちゅー
- 小林克也
- 斎藤安弘
- 佐久間宣行
- 三四郎
- THE ALFEE
- 霜降り明星
- 笑福亭鶴光
- 菅田将暉
- SixTONES
- 荘口彰久
- タモリ
- 土田晃之
- 電気グルーヴ
- ナインティナイン
- 中居正広
- ネプチューン
- 福山雅治
- フワちゃん
- ぺこぱ
- 星野源[注 6]
- マヂカルラブリー
- 松任谷由実
- 松山千春
- 山下達郎
- ゆず
- 吉田拓郎

### ゲスト
- 石川よしひろ
- 加藤いづみ
- KAƵMA（しずる）
- 金田哲（はんにゃ.）
- 久保こーじ
- 黒柳徹子
- 黒木瞳
- 鈴木杏樹
- 篠原ともえ
- 笑福亭鶴瓶
- 谷繁元信
- 都築拓紀（四千頭身）
- 出川哲朗
- 奈緒
- バカリズム
- 森若香織
- 真璃子
- 森永卓郎
- ラブレターズ
- 渡瀬マキ

## タイムテーブル
（出典：）
| 2月17日（金）                    | 2月17日（金）                                                                                   | 2月17日（金）                                                | 2月17日（金） | 2月17日（金） |
| 放送時間                         | 名称                                                                                            | パーソナリティ ※は放送時の現役パーソナリティ                 | 備考 |               |
| -------------------------------- | ----------------------------------------------------------------------------------------------- | ------------------------------------------------------------ | --- | ------------- |
| 17:30 - 18:00                    | もうすぐオールナイトニッポン55時間スペシャル                                                    | 上柳昌彦                                                     | 過去に月曜2部を担当。 途中で『噂のゴールデンリクエスト』待機中の笑福亭鶴光が参加した。 |               |
| 18:00 - 20:00                    | ナインティナインのオールナイトニッポン                                                          | ナインティナイン※                                            | 過去に月曜2部・木曜1部・木曜SUPER・木曜comなどを担当。2014年10月〜2020年5月7日までの間は岡村単独で担当。 本番前にグランドオープニングを、オープニングトーク後に協賛スポンサー（担当：新行市佳）を挿入。 番組後半は後続の「オールナイトニッポン0(ZERO) 55時間スペシャル」の出演者とクロストークが行われた。 |               |
| 20:00 - 22:00                    | オールナイトニッポン0(ZERO) 55時間スペシャル                                                    | フワちゃん※・ぺこぱ※・佐久間宣行※ マヂカルラブリー※・三四郎※ | 過去にフワちゃんは水曜X、ぺこぱは木曜Xを担当。 通常のANN0同様、HAKUNAでの映像ライブ配信が行われた。 |               |
| 22:00 - 24:00 金曜GOLD枠         | 松任谷由実のオールナイトニッポン                                                                | 松任谷由実※                                                  | ゲストは黒柳徹子。過去に土曜1部を担当。 |               |
| 24:00 - 25:00 金曜X（クロス）枠  | EXITのオールナイトニッポン                                                                      | EXIT※                                                        | ゲストはCreepy Nuts。 |               |
| 25:00 - 27:00 金曜ANN枠          | 霜降り明星のオールナイトニッポン                                                                | 霜降り明星※                                                  | 過去に金曜ZEROを担当。 |               |
| 27:00 - 29:00 金曜0（ZERO）枠    | 三四郎のオールナイトニッポン                                                                    | 三四郎※                                                      | ゲストははんにゃ.・金田、四千頭身・都築、しずる・KAƵMA。 過去に火曜・金曜ZERO・金曜1部、はんにゃ.・金田は火曜1部、四千頭身・都築は木曜ZERO、しずる・KAƵMAはモバイルを担当。 |               |
| 2月18日（土）                    |                                                                                                 |                                                              | |               |
| 放送時間                         | 名称                                                                                            | パーソナリティ                                               | 備考 |               |
| 5:00 - 7:00                      | カメ&アンコーのオールナイトニッポン                                                             | 亀渕昭信・斉藤安弘                                           | 梶幹雄と高嶋秀武のコメント出演あり。 過去にカメこと亀渕は土曜4時間・月曜 - 土曜1部（ビバカメショー）、アンコーこと斎藤は火曜・木曜4時間・エバーグリーンを担当。 なお、カメ&アンコーとしての担当は初と番組内でも語られていたが、実は1997年の30周年（オールナイトニッポンDX）と2008年の40周年（俺たちのオールナイトニッポン40時間スペシャル）にカメ&アンコーによるオールナイトニッポンを実現しているため、正確には3度目となる。 |               |
| 7:00 - 9:00                      | 小林克也のオールナイトニッポン                                                                  | 小林克也                                                     | 過去に月曜4時間を担当。 |               |
| 9:00 - 11:00                     | 山下達郎と上柳昌彦のオールナイトニッポン                                                        | 山下達郎・上柳昌彦                                           | 過去に山下は水曜・月曜2部、上柳は月曜2部を担当。 |               |
| 11:00 - 13:00                    | 吉田拓郎のオールナイトニッポン                                                                  | 吉田拓郎                                                     | ゲストは篠原ともえ・奈緒。 過去に月曜1部・金曜1部・月曜GOLD（坂崎幸之助と）・第2金曜日GOLD、奈緒は特番（2022年1月1日）を担当。 |               |
| 13:00 - 15:00                    | ウッチャンナンチャンのオールナイトニッポン                                                      | ウッチャンナンチャン                                         | ゲストは出川哲朗・バカリズム。 過去に金曜1部、出川は特番（堀内健と）、バカリズムは月曜GOLD・木曜Premiumを担当。 |               |
| 15:00 - 17:00                    | タモリのオールナイトニッポン                                                                    | タモリ                                                       | ゲストは星野源。 過去に水曜1部、星野は第2週金曜1部・月曜1部を担当。 |               |
| 17:00 - 19:00                    | 秋元康と佐久間宣行のオールナイトニッポン                                                        | 秋元康・佐久間宣行※                                          | 秋元がオールナイトニッポンのパーソナリティを務めるのはこれが初めてとなった。 あさナビに秋元が出演した縁で黒木瞳が手作りの筑前煮と焼きうどんを持って乱入した。 |               |
| 19:00 - 21:00 Premium枠          | 松山千春のオールナイトニッポン                                                                  | 松山千春                                                     | ゲストは谷繁元信（ショウアップナイター解説者）。 過去に水曜2部・月曜・火曜1部・DX月曜を担当。 |               |
| 21:00 - 23:00                    | 菅田将暉のオールナイトニッポン                                                                  | 菅田将暉                                                     | 過去に月曜1部を担当。 |               |
| 23:00 - 23:30                    | 中居正広のオールナイトニッポン                                                                  | 中居正広                                                     | 過去に月曜1部を担当。 |               |
| 23:30 ‐ 25:00 サタデースペシャル | SixTONESのオールナイトニッポン                                                                  | SixTONES※                                                    | |               |
| 25:00 - 27:00 土曜ANN枠          | オードリーのオールナイトニッポン                                                                | オードリー※                                                  | ゲストはラブレターズ。 過去にラブレターズは金曜ZEROを担当。 |               |
| 27:00 - 29:00 土曜0（ZERO）枠    | 電気グルーヴのオールナイトニッポン                                                              | 電気グルーヴ                                                 | 過去に土曜2部、火曜1部を担当。 メンバーのピエール瀧にとっては地上波ラジオ番組への出演自体が、自身の不祥事により2019年3月に急きょ降板したTBSラジオ『たまむすび』以来4年ぶりとなった。 |               |
| 2月19日（日）                    |                                                                                                 |                                                              | |               |
| 放送時間                         | 名称                                                                                            | パーソナリティ                                               | 備考 |               |
| 5:00 - 7:00                      | 笑福亭鶴光のオールナイトニッポン                                                                | 笑福亭鶴光（※）                                              | ゲストは垣花正だが、実質アシスタント扱い。5時台には田中美和子に生電話。また、伏せ字ニュースで前島花音アナが録音で登場。6時台には森永卓郎と鈴木杏樹が乱入する形で参加。実は、鶴光はアシスタントについて、垣花よりも鈴木の方を希望していたという。 過去に鶴光は水曜4時間・土曜4時間・アゲイン、垣花は月曜2部・土曜comを担当。 鈴木は放送当時火曜MUSIC10を担当。                                                                 |               |
| 7:00 - 9:00                      | イルカのオールナイトニッポン                                                                    | イルカ                                                       | ゲストは久保史緒里（乃木坂46）。 過去に金曜2部・水曜1部を担当。 |               |
| 9:00 - 11:00                     | THE ALFEEのオールナイトニッポン                                                                 | THE ALFEE                                                    | ゲストは上柳昌彦（10時台に出演）。上柳は1987年8月、静岡県清水市日本平で開催されたオールナイトコンサート「SUNSET-SUNRISE」における4時間生中継特番の進行役でもあった。過去にALFEEでは水曜1部／坂崎は火曜2部・1部・水曜1部、吉田拓郎と月曜GOLDを担当。 |               |
| 11:00 - 13:00                    | 伊集院光のオールナイトニッポン 「あのときの2部オールスターズ 〜2部振り返り&反省会スペシャル〜」 | 伊集院光                                                     | ゲストに石川よしひろ・加藤いづみ・久保こーじ・北原ゆき・森若香織・真璃子・渡瀬マキといった2部パーソナリティ経験者を迎えた。 伊集院は過去に水曜2部・金曜2部を担当。 |               |
| 13:00 - 15:00                    | くりぃむしちゅーのオールナイトニッポン                                                          | くりぃむしちゅー(※)                                          | ”過去に”火曜1部を担当。 有田曰く、ピンチヒッターが続いているだけでまだレギュラーは続いており、今回は第166回目のレギュラー放送とのこと。有田の話を信じるならば2人は”現役パーソナリティ”となる。 |               |
| 15:00 - 17:00                    | ネプチューンと土田晃之のオールナイトニッポン                                                    | ネプチューン・土田晃之                                       | 過去にネプチューンは金曜SUPER、堀内は金曜SUPER・水曜1部・特番（SUPER・水曜1部はビビる大木と、特番は出川と）、土田は火曜1部・火曜・土曜comを担当。 |               |
| 17:00 - 19:00                    | ゆずとCreepy Nutsのオールナイトニッポン                                                         | ゆず・Creepy Nuts※                                           | 過去にゆずは月曜R・水曜1部・水曜SUPER・火曜・木曜GOLD、Creepy Nutsは火曜ZEROを担当。 鍋料理店で話しているという設定で垣花正が店長として出演。 |               |
| 19:00 - 21:00                    | 明石家さんまのオールナイトニッポン                                                              | 明石家さんま                                                 | ゲストは笑福亭鶴瓶。 過去に木曜2部、鶴瓶は45周年特番を担当。 |               |
| 21:00 - 23:00                    | aikoと井口理のオールナイトニッポン                                                              | aiko・井口理（King Gnu）                                     | 過去にaikoは水曜com、井口は木曜ZEROを担当。 |               |
| 23:00 - 25:00                    | 福山雅治のオールナイトニッポン55時間スペシャル 魂のラジオ                                       | 福山雅治                                                     | パートナーに荘口彰久。 過去に福山は木曜2部・1部・サタデースペシャル、荘口は土曜2部・火曜R・木曜・土曜com・土曜R ・たまそう音楽堂を担当。 TBSテレビ制作の日曜劇場の2023年4月クールに放送の『ラストマン-全盲の捜査官-』で福山と共演する大泉洋が事前収録の形で出演した。 ここで協賛クレジットを挿入。 |               |

### 備考
- 2023年2月17日20:00-22:00の『オールナイトニッポン0（ZERO）55時間スペシャル』と2023年2月19日23:00-25:00の『魂のラジオ』のほかは、番組名から『X』『0（ZERO）』『GOLD』『サタデースペシャル』など時間帯副題を外して『オールナイトニッポン』として放送した[28]。
- オープニングとエンディングは通常の「BITTERSWEET SAMBA」で統一したが、イルカは久保史緒里とデュエットした「なごり雪」をエンディング[29]、伊集院光は川村カオリ[注 19]「ZOO」をエンディング、福山雅治は魂のラジオに準じて「Do You Remember Rock'N'Roll Radio?」をオープニング、「Tears In Heaven」をエンディング、と一部は番組の意向に沿い選曲した。「魂ラジ」はエンディング前に、55時間特番の各パーソナリティのタイトルコールを本来の長さのBITTERSWEET SAMBAに載せて流した。
- 2月17日18:00-20:00の『ナインティナインのオールナイトニッポン』は、18時55分頃から2分間フジテレビ『Live News イット!』と同時生中継した[30]。
- 2月17日20:00-22:00の『オールナイトニッポン0（ZERO）55時間スペシャル』は、HAKUNA Liveでラジオ放送と同時に動画で生配信した[31]。
- フジテレビ『オールナイトニッポン×フジテレビ スペシャルコラボ生放送!』として関東ローカルで、2夜連続同時放送し、『霜降り明星のオールナイトニッポン』は2月18日1時25分から1時40分[32][33]、『オードリーのオールナイトニッポン』は2月19日1時15分から1時30分、それぞれラジオとテレビで同時生放送した[33][34]。